# 飯田春教
飯田 春教（いいだ しゅんきょう、生没年不詳）は、日本の政治家、名望家。東京府北豊島郡板橋町長、下板橋宿戸長。族籍は東京府平民。

## 人物
1889年、町村制が施行され、推されて開町第一次の町長に就任した。傑出した才幹を備え、その名を知られた。素封家の飯田高央は孫。長女のはなは下板橋の質商・瀬田文次郎の妻、瀬田醻一の母。